# Towa Yamane
Towa Yamane (født 5. februar 1999) er en japansk fodboldspiller, som spiller for den japanske fodboldklub Cerezo Osaka.